# Перрот, Ким
Ким Перрот (англ. Kim Perrot; 18 января 1967 года, Лафейетт, штат Луизиана, США — 19 августа 1999 года, Хьюстон, штат Техас, США) — американская профессиональная баскетболистка, которая выступала в женской национальной баскетбольной ассоциации. На драфте ВНБА 1997 года не была выбрана ни одной из команд, однако ещё до старта дебютного сезона ВНБА подписала соглашение с командой «Хьюстон Кометс». Играла на позиции разыгрывающего защитника. В честь неё была названа одна из наград женской НБА — приз за спортивное поведение.

## Ранние годы
Ким родилась 18 января 1967 года в городе Лафейетт (Луизиана), дочь Консуэллы Перрот, у неё есть два брата, Крейг и Кевин, и сестра, Лоретта, а училась она в соседнем городе Скотт в средней школе Акадиана, в которой выступала за местную баскетбольную команду.

## Смерть
В феврале 1999 года ей был поставлен диагноз рак лёгких, который уже метастазировал в мозг. Перрот перенесла операцию по удалению опухоли в голове и лучевую терапию, но отказалась от химиотерапии, рекомендованной её лечащими врачами. После этого в поисках альтернативных методов борьбы с раком она отправилась в Мексику, там к ней присоединилась её подруга по команде Синтия Купер. 17 августа Ким вместе с членами своей семьи вернулась из Тихуаны в Хьюстон. Она умерла в четверг, 19 августа 1999 года, на 33-м году жизни в онкологическом центре имени М. Д. Андерсона, став первым действующим игроком ВНБА, который умер во время своей спортивной карьеры.